# Antonello da Messina
Antonello di Giovanni d'Antonio, em siciliano Antonellu di Giovanni d'Antoniu di Missina, de seu nome artístico Antonello da Messina (Messina, 1430 — Veneza, 1479) foi um dos melhores pintores do Renascimento italiano.
Nativo da Sicilia, Antonello da Messina é considerado um dos introductores das técnicas pictóricas de óleo na Itália.
Fazendo parte de uma família de artesãos, Antonello da Messina teve, desde cedo, um grande contacto com as artes, sobretudo com a pintura, arte pela qual se apaixonou.
Realizou a sua aprendizagem de 1445 a 1446 com o mestre Niccolò Antonio Colantonio, em Nápoles. Aqui começou a perceber a importância da luz, que já vigorava na pintura italiana, mesmo estando na pré-Renascença.
Supõe-se que trabalhou em Milão, por volta de 1450, para os patronos da cidade: os Sforza. Tal hipótese revela-se quase uma certeza, já que nas actas dos Sforza figuram pintores contratados, entre eles "Antonellus Sicilianus", que se supõe ser Antonello da Messina.
Os seus trabalhos eram muitas vezes confundidos com trabalhos de artistas flamengos, devido ao seu detalhismo e solene rigor, à harmonia dos tons e das cenas representadas, à delicadeza das cores, aspectos tipícos dos "Primitivos Flamengos", como Jan van Eyck e Rogier van der Weyden.
Porém, a partir de 1460, decidiu voltar-se para a pintura italiana e notoriamente renascentista, começando a usar a perspectiva, a destacar as figuras representadas e a dar mais ênfase às cores, sendo , neste período, proeminente a influência de Piero della Francesca. Tais aspectos são visíveis no quadro A Virgem e o Menino.
Mestre conhecido em toda a Itália, foi contratado em Veneza, onde realiza uma das suas obras-primas: o Retábulo de São Casiano, em 1476.Contudo, sentindo-se doente volta a Messina, a sua terra natal, onde morre dias depois.
Da sua obra há que denotar A Virgem da Anunciação, obra pintada em 1475 e albergada actualmente pelo museu siciliano "Palazzo Abatellis", e São Sebastião, quadro exposto, hoje, numa galeria de arte em Dresden.
A sua obra influênciou muitos artistas, entre eles Petrus Christus, Lorenzo Lotto, Zanetto Bugatto, Pier Maria Pennacchi e Giovanni Bellini.

## Principais obras do artista
- Auto-retrato (1473)
- A Anunciação (1474)
- A Crucificação (1474)
- A Virgem da Anunciação (1475)
- São Sebastião (1476)
- Retábulo de São Casiano(1476)

## Galeria

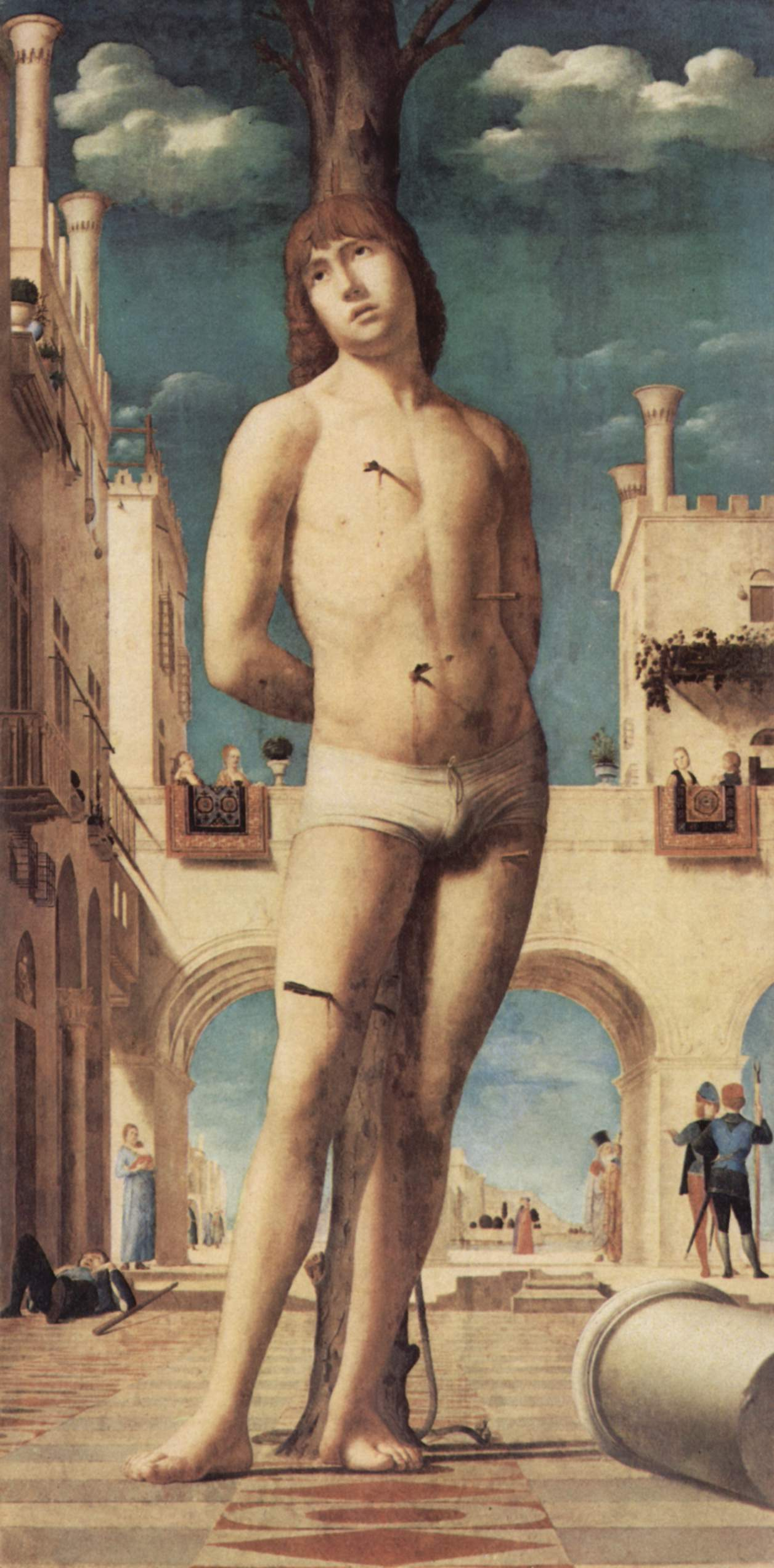
São Sebastião
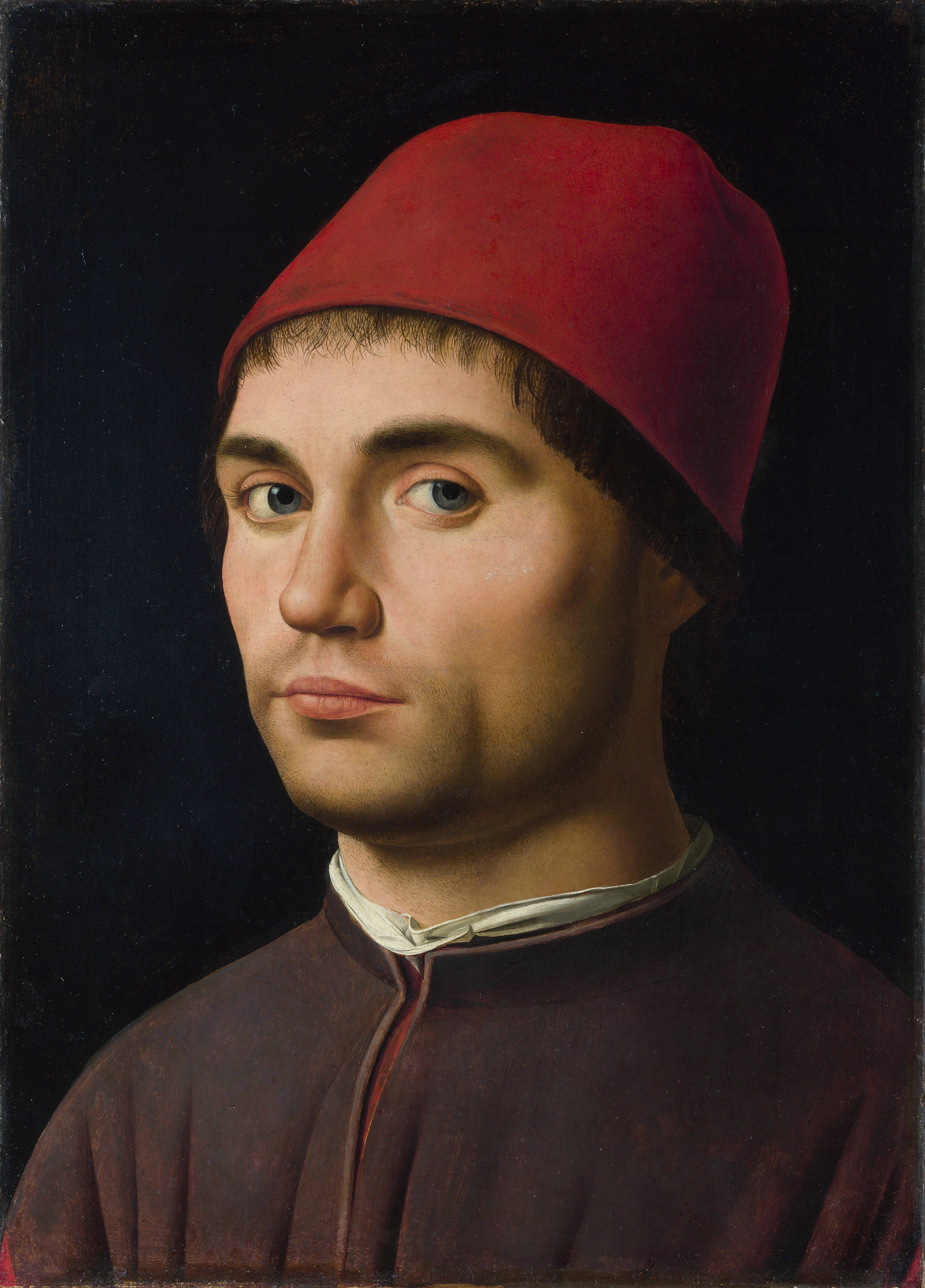
Retrato de um Homem, Galeria Nacional de Londres
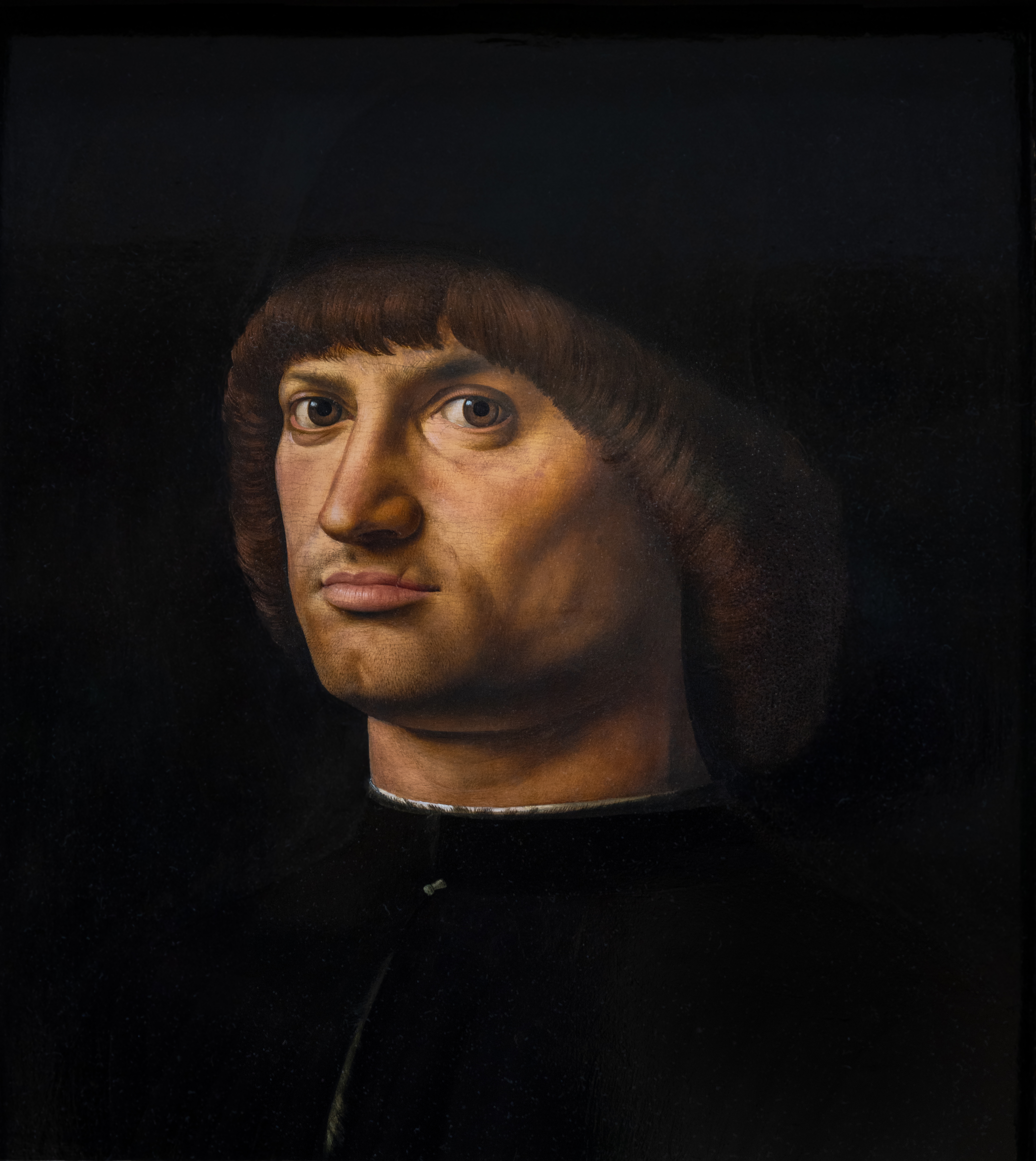
Condottiero, Louvre
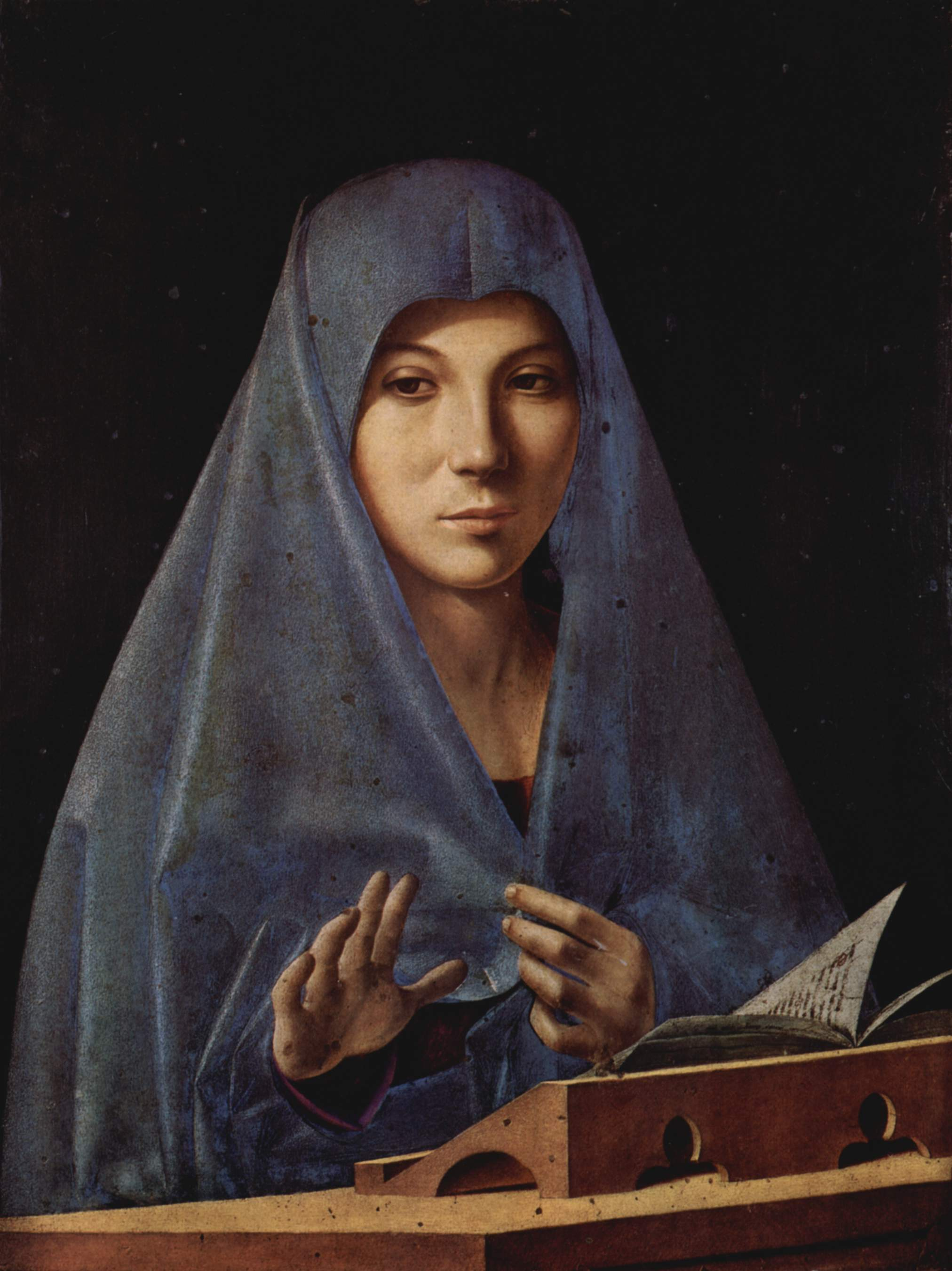
Virgem da Anunciação